# Ільченко Михайло Юхимович
Михайло Юхимович Ільченко (13 вересня 1941, с. Літки Броварський р-ну Київської обл.) — український вчений у галузі радіоелектроніки та телекомунікацій, академік НАН України (2012), заслужений діяч науки і техніки України, тричі лауреат Державних премій УРСР (1983), СРСР (1989) і України (2004) в галузі науки і техніки, заслужений професор НТУУ «КПІ» (2009), директор ІТС НТУУ «КПІ», голова Вченої ради КПІ ім. Ігоря Сікорського.

## Освіта
Закінчив радіотехнічний факультет Київського ордена Леніна політехнічного інституту (тепер Національний технічний університет України «Київський політехнічний інститут»).

## Науково-організаційна діяльність
На першому етапі своєї діяльності (1964-1982) провів цикл фундаментальних фізико-технічних наукових досліджень, які зумовили створення нового класу твердотільних коливальних систем на основі діелектриків та феритів. Вчений визначив, систематизував і математично змоделював найзагальніші закономірності взаємодії з електромагнітними полями надвисоких частот феритових та діелектричних елементів, які розміщені у різних хвилеводних системах і мають резонансний характер вказаної взаємодії.
Завдяки дослідженням М. Ю. Ільченка було виведено оригінальні формули для розрахунку характеристик конкретних електродинамічних систем і запропоновано десятки нових радіотехнічних пристроїв. Одержані теоретичні та практичні результати лягли в основу його докторської дисертації, захищеної в 1980 р. в Інституті кібернетики НАН України. А реалізація цих результатів у народному господарстві була відзначена Державною премією УРСР у галузі науки і техніки.
1983—1990 рр. — другий етап у науковій творчості вченого. Він позначений створенням нового класу мініатюрних твердотільних пристроїв, до складу яких поряд з діелектричними резонаторами входили активні напівпровідникові прилади. За розробку таких пристроїв та їх впровадження в космічну апаратуру супутникових телекомунікацій спеціального призначення М. Ю. Ільченко разом з іншими творцями стає лауреатом Державної премії СРСР.
У 90-х роках в Україні розпочалося широке використання розробок мікрохвильової техніки для створення сучасних засобів телекомунікацій. З цим пов'язаний наступний, третій етап в діяльності вченого. Під його керівництвом було виконано три загальнодержавні науково-технічні програми з проблем телекомунікацій. Праця отримала високу оцінку — академічну премію імені видатного вченого академіка С. О. Лебедєва.
Ще одним важливим науковим напрямом, яким опікується М. Ю. Ільченко, є дослідження з історії науки і техніки, здійснення наукового керівництва Державним політехнічним музеєм і підготовки науковців у цій сфері, вивчення діяльності видатних вітчизняних творців історії техніки.
У 1990 р. Михайло Юхимович організував і очолив Науково-дослідний інститут радіоелектронної техніки (з 2000 р. — НДІ телекомунікацій при НТУУ «КПІ»), який розробляє сучасні телекомунікаційні системи і технології, пов'язані, зокрема, з вирішенням проблем широкосмугового безпроводового доступу, цифрового телебачення тощо. 
М. Ю. Ільченко є головним конструктором робіт, що виконуються згідно з завданнями Міністерства оборони України. На основі його розробок сформувався ряд нових навчальних дисциплін. З ініціативи М. Ю. Ільченка була започаткована кафедра телекомунікацій, яка першою в країні розпочала підготовку фахівців із проектування і розроблення сучасних засобів телекомунікацій. НДІ телекомунікацій та зазначена кафедра стали базисом для організації у 2002 році під його керівництвом Навчально-наукового інституту телекомунікаційних систем.
З 1988 р. М. Ю. Ільченко як проректор з наукової роботи Національного технічного університету України «КПІ» впроваджує нові форми організації університетської науки, працює над створенням в складі університету ряду науково-дослідних інститутів, КБ, інженерних центрів, інноваційних структур. За його безпосередньої участі в університеті реалізовано низку важливих проектів. Зокрема, створені Державний політехнічний музей, науковий і технологічний парки «Київська політехніка», університет став національним і отримав статус дослідницького тощо.
Він є головним редактором наукових журналів «Telecommunication Sciences» і «Дослідження з історії техніки», співголовою від України Програмного комітету двадцяти Міжнародних конференцій з мікрохвильових і телекомунікаційних технологій «Криміко», праці яких понад 10 років представлені у світовій базі «Scopus».
Серед учнів Михайла Юхимовича — 6 докторів та 14 кандидатів наук.

## Громадська діяльність
- За його участі згідно з розпорядженням Президента України була розроблена Концепція розвитку наукової сфери України.
- Упродовж багатьох років він є членом Консультативної ради з питань інформатизації при Верховній раді України. Особисто брав участь у підготовці проектів законодавчих актів з інформаційних технологій та інноваційної діяльності, в тому числі Закону України "Про науковий парк «Київська політехніка»[5].
- У розробці нормативних документів стосовно організації науки і освіти у вищих навчальних закладах використовується практичний досвід очолюваної ним Ради проректорів з наукової роботи і його членство в Атестаційній колегії МОН України.
- Він голова спеціалізованої ради НТУУ «КПІ» із захисту докторських і кандидатських дисертацій з радіотехнічних і телекомунікаційних спеціальностей;
- очолює науково-методичну комісію Міністерства освіти і науки України з радіотехніки та телекомунікацій;
- обраний заступником академіка-секретаря Відділення інформатики НАН України,
- входить до складу секції Комітету з Державних премій України в галузі науки і техніки
- член Громадської ради Держінформнауки України[6].
- член Міжнародної академії наук вищої школи,
- член Міжнародної академії інженерних наук,
- Старший член Інституту інженерів з електротехніки та електроніки (ІЕЕЕ) та почесний член інших міжнародних організацій.

## Відзнаки
- У 1998 та 2011 роках М. Ю. Ільченко нагороджений почесними відзнаками Президента України — орденами «За заслуги» ІІІ та ІІ ступеня.
- Нагороджений Почесною Грамотою Кабінету Міністрів України (2001)
- Нагороджений Почесною Грамотою Верховної ради України (2009).
- Почесний зв'язківець України (2002).
- Державна премія України в галузі науки і техніки (2004).
- Заслужений професор НТУУ «КПІ» (2009).

## Праці
Автор більше 500 наукових праць і винаходів, серед яких 22 монографії та навчальні посібники. На його рахунку більше 100 авторських свідоцтв і патентів на винаходи та корисні моделі.
- Ильченко М. Е. Фильтры на базе резонаторов с близкими по частоте модами как ячейки метаматериалов [Архівовано 2 лютого 2017 у Wayback Machine.] / М. Е. Ильченко, А. П. Живков, А. Т. Орлов // Наукові вісті НТУУ «КПІ» : науково-технічний журнал. – 2016. – № 1(105). – С. 7–14. – Бібліогр.: 21 назв.
- Полосковые фильтры задержки [Архівовано 2 лютого 2017 у Wayback Machine.] / А. В. Захаров, М. Е. Ильченко, И. В. Трубаров, Л. С. Пинчук // Известия высших учебных заведений. Радиоэлектроника : ежемесячный научно-технический журнал. – 2016. – Т. 59, № 4(646). – C. 34–43. – Библиогр.: 9 назв.
- Ільченко М. Видатний конструктор двигунів Іван Коваль [Архівовано 2 лютого 2017 у Wayback Machine.] / Михайло Ільченко // Дослідження з історії техніки : збірник наукових праць. – 2015. – Вип. 21. – С. 59-62. – Бібліогр.: 6 назв.
- Ильченко М. Е. Обобщенный подход к анализу и проектированию полосовых фильтров СВЧ на взаимно расстроенных резонаторах [Архівовано 2 лютого 2017 у Wayback Machine.] / М. Е. Ильченко, А. П. Живков // Наукові вісті НТУУ «КПІ» : науково-технічний журнал. – 2015. – № 5(103). – С. 7–14. – Бібліогр.: 17 назв.
- Ільченко М. Михайло Решетньов – фундатор супутникових телекомунікацій [Архівовано 2 лютого 2017 у Wayback Machine.] / Михайло Ільченко // Дослідження з історії техніки : збірник наукових праць. – 2014. – Вип. 19. – С. 72-77. – Бібліогр.: 9 назв.
- Ільченко М. Генеральний конструктор першої в світі системи протиракетної оборони [Архівовано 2 лютого 2017 у Wayback Machine.] / Михайло Ільченко // Дослідження з історії техніки : збірник наукових праць. – 2013. – Вип. 18. – С. 64–69. – Бібліогр.: 5 назв.
- Ільченко М. Ю. Конвергенція фіксованих і мобільних інформаційно-телекомунікаційних платформ та мереж [Архівовано 2 лютого 2017 у Wayback Machine.] / М. Ю. Ільченко, С. О. Кравчук // Наукові вісті НТУУ «КПІ» : науково-технічний журнал. – 2013. – № 5(91). – С. 7–13. – Бібліогр.: 12 назв
- Ільченко М. Генеральний конструктор першої в світі системи протиракетної оборони [Архівовано 2 лютого 2017 у Wayback Machine.] / Михайло Ільченко // Дослідження з історії техніки : збірник наукових праць. – 2013. – Вип. 18. – С. 64–69. – Бібліогр.: 5 назв.
- Wireless terahertz communications with spectral modulation of UWB noise signals [Архівовано 2 лютого 2017 у Wayback Machine.] / Mikhail E. Ilchenko, Viktor A. Cherepenin, Valeriy I. Kalinin, Teodor N. Narytnik, Valeriy V. Chapurskiy // Telecommunication Sciences : international research journal. – 2012. – Vol. 3, N. 2(5). – P. 39–43. – Bibliogr.: 8 ref.
- Ilchenko M. Yu. Twenty International Crimean conferences “Microwave & Telecommunication Technology” (CriMiCo) [Архівовано 2 лютого 2017 у Wayback Machine.] / Mykhaylo Yu. Ilchenko, Pavlo P. Yermolov // Telecommunication Sciences : international research journal. – 2011. – Vol. 1, N. 1. – P. 65–69. – Bibliogr.: 12 ref.
- Захаров А. В. Полосно-пропускающие фильтры на симметричных полосковых линиях [Архівовано 2 лютого 2017 у Wayback Machine.] / А. В. Захаров, М. Е. Ильченко, Л. С. Пинчук // Telecommunication Sciences : international research journal. – 2011. – Vol. 2, N. 2(3). – P. 37–45. – Bibliogr.: 8 ref.
- Особливості використання ЕОМ для обробки інформації з обмеженим доступом в сучасних умовах [Архівовано 2 лютого 2017 у Wayback Machine.] / Георгій Левченко, Михайло Ільченко, Володимир Хорошко, Валерій Буркацький, Костянтин Золотухін, Володимир Грошев // Правове, нормативне та метрологічне забезпечення системи захисту інформації в Україні : науково-технічний збірник. – 2000. – № 1. – С. 84-87. – Бібліогр.: 6 назв.
- Левченко, Г. Перша вітчизняна ЕОМ з “нульовою зоною” - “Плазма – ЗВ” [Архівовано 2 лютого 2017 у Wayback Machine.] / Георгій Левченко, Михайло Ільченко, Василь Сагайдак // Правове, нормативне та метрологічне забезпечення системи захисту інформації в Україні : науково-технічний збірник. – 2000. – № 1. – С. 191-192. – Бібліогр.: 4 назви.
- Ільченко М. Ю. Характеристики взаємодії намагніченого феритового елемента з лінією передачі НВЧ [Архівовано 2 лютого 2017 у Wayback Machine.] / М.Ю. Ільченко, Є.В. Кудінов // Вісник НТУУ «КПІ». Серія Радіотехніка. Радіоапаратобудування. – 1966. – № 3. – с. 34-39.
- Ільченко, М. Ю. Модемне обладнання на основі SDR-технології для тропосферних станцій нового покоління [Архівовано 9 листопада 2017 у Wayback Machine.] / М. Ю. Ільченко, М. М. Кайденко, С. О. Кравчук // Наукові вісті НТУУ «КПІ» : науково-технічний журнал. – 2016. – № 5(109) . – С. 7–16. – Бібліогр.: 14 назв.
- Ильченко, М. Е. на базе резонаторов с близкими по частоте модами как ячейки метаматериалов[недоступне посилання з червня 2019] / М. Е. Ильченко, А. П. Живков, А. Т. Орлов // Наукові вісті НТУУ «КПІ» : науково-технічний журнал. – 2016. – № 1(105). – С. 7–14. – Бібліогр.: 21 назв.
- Телекомунікаційні системи широкосмугового радіодоступу / М. Ю. Ільченко, С. О. Кравчук. – К.: Наукова думка, 2009. – С. 288-312.
- Основні проблеми та шляхи державної підтримки інноваційних процесів в Україні / М. З. Згуровський, М. Ю. Ільченко // Інвестиції та інноваційний розвиток. – 2008. – С. 7-11.
- Новый подход к построению фильтров, перестраиваемых варикапами / А. В. Захаров, М. Е. Ильченко // Радиотехника и электроника. – Т. 55 (12). – 2010. – С. 1523-1531.
- Использование метода комбинированной модуляции в микроволновых телекоммуникационных системах передачи данных / М. Е. Ильченко, В. М. Илюшко, Т. Н. Нарытник // Радіоелектронні і комп’ютерні системи. – № 2. – 2009. – С. 71–77.

```
Безпроводові системи зв’язку субтерагерцового та терагерцового діапазонів / М.
 
Е.
 
Ильченко, С.
 
О.
 
Кравчук, Т.
 
М.
 
Наритник // Цифрові технології.
 
– № 16.
 
– 2014.
 
– С. 40-59
```

- Телекомунікаційні системи / М. Ю. Ільченко, С. О. Кравчук. – К.: Наукова думка, 2017.
- Проектирование передающего и приемного радиотрактов радиорелейных систем терагерцового диапазона / М. Е. Ильченко, Т. Н. Нарытник, В. Н. Радзиховский, С. Е. Кузьмин, А. В. Лутчак // Электросвязь. – № 2. – 2016. – С. 42-49
- Полосно-пропускающие фильтры решетчатого типа на основе полуволновых резонаторов из отрезков симметричных полосковых линий передачи / А. В. Захаров, М. Е. Ильченко // Радиотехника и электроника. – Т.60 (7). – 2015. – С. 759-759.
- Направления создания телекоммуникационных  систем мультисервисного доступа с использованием радиотехнологии МИТРИС [Архівовано 12 січня 2018 у Wayback Machine.] / М. Е. Ильченко, Т. Н. Нарытник. – 2012. – С. 289-291.